# Registro Nacional de Lugares Históricos no Novo México
Edifícios, locais, distritos e objetos no Registro Nacional de Lugares Históricos no Novo México. Desde 7 de fevereiro de 2014 existem 1 118 propriedades e distritos do Registro Nacional de Lugares Históricos listados nos 33 condados do Novo México, incluindo os 46 nomeados no Marco Histórico Nacional.
O condado de Bernalillo é o que contem a maior quantidade de registros, enquanto o condado de Harding contem apenas dois registros. Os primeiros NRHPs no Novo México foram designados em 15 de outubro de 1966 e o mais recente em 24 de dezembro de 2013.

## Números de propriedades por condado
A relação a seguir lista as entradas atuais, por condado, pertencentes ao Registro Nacional de Lugares Históricos. Estas somas são baseadas em inscrições no Banco de Dados do Cadastro Nacional de Informações a partir de 24 de abril de 2008, e nas novas listas semanais postadas desde então no site do National Register of Historic Places. Há inclusões freqüentes e exclusões ocasionais à lista, fazendo com que as contagens mostradas aqui sejam aproximadas e não oficiais. Igualmente, a contagem desta tabela exclui o aumento e diminuição de fronteiras que modificam a área coberta por uma propriedade existente ou distrito e que apresentem um número de referência nacional distinto no Regisro Nacional.
|              | \| \| Condado \| Nº de lugares \| \| ------------ \| ------------ \| ------------- \| \| 1 \| Bernalillo \| 143 \| \| 2 \| Catron \| 11 \| \| 3 \| Chaves \| 19 \| \| 4 \| Cibola \| 7 \| \| 5 \| Colfax \| 27 \| \| 6 \| Curry \| 11 \| \| 7 \| De Baca \| 5 \| \| 8 \| Doña Ana \| 29 \| \| 9 \| Eddy \| 32 \| \| 10 \| Grant \| 46 \| \| 11 \| Guadalupe \| 9 \| \| 12 \| Harding \| 2 \| \| 13 \| Hidalgo \| 24 \| \| 14 \| Lea \| 6 \| \| 15 \| Lincoln \| 32 \| \| 16 \| Los Alamos \| 12 \| \| 17 \| Luna \| 8 \| \| 18 \| McKinley \| 76 \| \| 19 \| Mora \| 25 \| \| 20 \| Otero \| 29 \| \| 21 \| Quay \| 12 \| \| 22 \| Rio Arriba \| 109 \| \| 23 \| Roosevelt \| 6 \| \| 24 \| San Juan \| 38 \| \| 25 \| San Miguel \| 105 \| \| 26 \| Sandoval \| 63 \| \| 27 \| Santa Fe \| 75 \| \| 28 \| Sierra \| 32 \| \| 29 \| Socorro \| 51 \| \| 30 \| Taos \| 41 \| \| 31 \| Torrance \| 7 \| \| 32 \| Union \| 11 \| \| 33 \| Valencia \| 21 \| \| (duplicados) \| (duplicados) \| (6)[3] \| \| Total: \| Total: \| 1 118 \| |               |
|              | Condado | Nº de lugares |
| 1            | Bernalillo | 143           |
| 2            | Catron | 11            |
| 3            | Chaves | 19            |
| 4            | Cibola | 7             |
| 5            | Colfax | 27            |
| 6            | Curry | 11            |
| 7            | De Baca | 5             |
| 8            | Doña Ana | 29            |
| 9            | Eddy | 32            |
| 10           | Grant | 46            |
| 11           | Guadalupe | 9             |
| 12           | Harding | 2             |
| 13           | Hidalgo | 24            |
| 14           | Lea | 6             |
| 15           | Lincoln | 32            |
| 16           | Los Alamos | 12            |
| 17           | Luna | 8             |
| 18           | McKinley | 76            |
| 19           | Mora | 25            |
| 20           | Otero | 29            |
| 21           | Quay | 12            |
| 22           | Rio Arriba | 109           |
| 23           | Roosevelt | 6             |
| 24           | San Juan | 38            |
| 25           | San Miguel | 105           |
| 26           | Sandoval | 63            |
| 27           | Santa Fe | 75            |
| 28           | Sierra | 32            |
| 29           | Socorro | 51            |
| 30           | Taos | 41            |
| 31           | Torrance | 7             |
| 32           | Union | 11            |
| 33           | Valencia | 21            |
| (duplicados) | (duplicados) | (6)           |
| Total:       | Total: | 1 118         |